# Innokenti Ànnenski
Innokenti Ànnenski   (Omsk, 20 d'agost de 1855 (Julià) - Sant Petersburg, 30 de novembre de 1909 (Julià)), nom complet amb patronímic Innokenti Fiódorovitx Ànnenski, rus: Инноке́нтий Фёдорович А́нненский, AFI /ɪnɐˈkʲenʲtʲɪj ˈfʲɵdərəvʲɪtɕ ˈanʲɪnskʲɪj/ ( ? i  escolteu-ne la pronunciació en rus), fou un poeta, crític i traductor rus, representant de la primera onada del simbolisme rus. De vegades se'l cita com l'equivalent eslau dels poètes maudits, ja que Ànnienski participa de la musicalitat de Baudelaire, Mallarmé o Verlaine i va traduir als simbolistes francesos. Ànnienski va influir poderosament en tota la generació de poetes acmeïstes i post-simbolistes, com Anna Akhmàtova, Óssip Mandelxtam o Nikolai Gumiliov.

## Biografia
Ànnenski era fill d'un funcionari. Durant la seva infància, es va traslladar a Sant Petersburg. Va quedar orfe quan encara era petit i va ser acollit a la família del seu germà gran, Nikolai Ànnenski, un destacat naródnik (activista polític d'idees revolucionàries).
En 1879, Ànnenski es va llicenciar en el Departament de Filologia de la Universitat de Sant Petersburg. El seu major interès eren els estudis de lingüística històrica. Va ser professor i va ensenyar llengües clàssiques i literatura antiga en un gymnasium de Tsàrskoie Seló, del que va ser director des de 1886 fins a la seva mort, en 1909. Anna Akhmàtova es va graduar en aquest gimnàs i va afirmar que Ànnenski era  el meu únic professor ; Nikolai Gumiliov també tenia una excel·lent opinió d'Ànnenski i el va qualificar de l'últim dels cignes de Tsàrskoie Seló.
Com Vassili Jukovski abans que ell, Ànnenski era reticent a publicar les seves pròpies composicions poètiques, motiu pel qual el seu renom vindria donat per les traduccions que va realitzar d'Eurípides i dels poetes simbolistes francesos.
A principis del segle xx, Ànnenski va escriure una sèrie de tragèdies inspirades en les de l'antiga Grècia: Filòsof Melanippa, rus: Меланиппа-философ Melanippa-filosof (1901), Tsar Iksion, rus: Царь Иксион (1903), Laodamia, rus: Лаодамия (1906). Algunes d'aquestes obres estan dedicades al seu col·lega Faddei Zielinski, el qual més tard escriurà l'obituari d'Ànnenski.
Com a crític literari, Ànnenski va publicar El llibre dels reflexos , dos volums d'assajos sobre Nikolai Gógol, Mikhaïl Lérmontov, Ivan Gontxarov i el seu autor favorit, Fiódor Dostoievski.
Durant els seus últims mesos de vida, Ànnenski va treballar com a editor al diari Apol·lon de Serguei Makovski. Aquí va publicar també alguns assajos sobre teoria poètica. Nikolai Gumiliov apreciava molt aquests treballs teòrics i va considerar Ànnenski el primer acmeïsta.

## Llibres de poesia
A Ànnienski se'l recorda actualment sobretot per la seva faceta com a poeta. Va començar a escriure poemes en la dècada de 1870, però no els va publicar. Va seguir el consell del seu germà gran, Nikolai, que li va recomanar de no publicar res fins que no hagués fet els trenta-cinc anys. El seu primer llibre poètic es titulà Cançons serenes, rus: Тихие песни Tíkhie pesni i es va publicar en 1904, sota el pseudònim de Nikto, rus: Никто («Ningú»). El llibre va tenir certa repercussió entre els poetes simbolistes, algun dels quals va sospitar que Ànnienski podia ser-ne l'autor.
El seu segon llibre es titulà Caixa de xiprer, rus: Кипарисовый ларец Kiparíssovi larets i va ser molt més important. Es va publicar pocs dies abans que el poeta morís d'un infart de miocardi a l'estació de ferrocarril de Tsàrskoie Seló. D'aquest llibre és el poema següent:
| Среди миров Среди миров, в мерцании светил Одной Звезды я повторяю имя... Не потому, чтоб я Её любил, А потому, что я томлюсь с другими. И если мне сомненье тяжело, Я у Неё одной ищу ответа, Не потому, что от Неё светло, А потому, что с Ней не надо света. | Entre mons Entre els mons, parpellejant il·luminava Una estrella, de la que en repeteixo el nom ... No perquè l'estimés, Sinó perquè anhelo les altres. I si a mi el dubte em pesa, Estic buscant la resposta en ella, No per la seva llum Sinó perquè amb ella no cal llum |

La mort d'Ànniesnski va deixar la seva família en una situació econòmica difícil. Moltes de les seves peces inèdites van ser publicades a la dècada de 1920 pel seu fillastre (i també poeta) Valentín Krívitx.

## Llegat
El 1979 es va batejar amb el seu nom un asteroide - el (3724) Annenskij - descobert per l'astrònoma soviètica Liudmila Juravliova.